# Jacob Ramsey
Jacob Matthew Ramsey (ur. 28 maja 2001 w Birmingham) – angielski piłkarz, występujący na pozycji pomocnika w angielskim klubie Aston Villa. W trakcie swojej kariery grał także w Doncaster Rovers. Były młodzieżowy reprezentant Anglii.